# Hebban olla vogala
 (octobre 2024).
Hebban olla vogala a depuis longtemps été considérée comme la plus vieille phrase connue en vieux néerlandais. C'est une glose interlinéaire qui fut découverte en 1932 à Oxford par un germaniste anglais, Kenneth Sisam, sur la dernière page d'un manuscrit en vieil anglais de l'abbaye de Rochester (Kent).
Le texte, écrit par un copiste flamand occidental date environ du troisième quart du XIe siècle. Les deux premières phrases sont en latin. La langue dans laquelle le reste du texte est écrit est considérée par la plupart des linguistes comme du vieux bas francique occidental, mais il existe encore des controverses à propos de cela : certains considèrent en effet que ce texte pourrait avoir été écrit en dialecte kentien du vieil anglais.
La phrase se lit comme suit : 
Hebban olla uogala nestas hagunnan hinase hi(c) (a)nda thu uuat unbidan uue nu
En néerlandais moderne, la phrase est ainsi :
Hebben alle vogels nesten begonnen (behalve) ik ende/en u/jij wat (ver)beiden we nu?
C'est la traduction du texte latin écrit avant elle en parallèle : 
Habent omnes uolucres nidos inceptos nisi ego et tu. Quid expectamus nunc.
Traduction :
Tous les oiseaux ont commencé leur nid, sauf toi et moi. Qu'attendons-nous maintenant ?